# Monument Covidslachtoffers
Het monument ter nagedachtenis aan de Covidslachtoffers is een monument in Paramaribo, Suriname. Het staat bij de rotonde van de Dr. Sophie Redmondstraat en de Flustraat, niet ver van het Academisch Ziekenhuis Paramaribo. Het monument werd op 3 april 2024 onthuld ter nagedachtenis van de 1407 slachtoffers die zijn gevallen tijdens de Covidcrisis in Suriname. Het monument werd gemaakt door de kunstenaar Rahied Abdoel.

## Uitbeelding
Rondom op het monument zijn uitbeeldingen van mensen te zien die met hun armen uitreiken naar de mensen in het midden boven het Covid-19-virus die eraan zijn overleden. Het verlies wordt uitgebeeld door een grote traan. Aan twee zijkanten van het monument staat het dagelijkse leven in de tijd van de Covidcrisis uitgebeeld, die getekend werd door lockdowns en handhaving van de regels. Rondom het monument waren op het moment van de onthulling 1407 witte vlaggetjes te zien, waarvan elk vlaggetje symbool staat voor elke Coviddode. Wereldwijd zijn meer dan 6 miljoen sterfgevallen geregistreerd in verband met Covid-19.

## Initiatief en onthulling
Het monument is een initiatief van de Stichting voor Covid Slachtoffers. De stichting bestond tijdens de onthulling twee jaar. Voorzitter Anwar Moenne vertelde dat het monument er ook voor bedoeld is om de zorgmedewerkers "te bedanken voor hun niet aflatende inzet bij de verzorging van Covid-19 patiënten." Onder de genodigden bevonden zich minister Riad Nurmohamed van Openbare Werken, districtscommissaris Ricardo Bhola van Paramaribo-Noordoost, coördinator Jerry Slijngaard van het Nationaal Coördinatiecentrum voor Rampenbeheersing (NCCR), ex-vicepresident Ashwin Adhin en directeur Ganesh Laigsingh van het Regionaal Ziekenhuis Wanica.

## Plaquette
Aan het monument is een plaquette bevestigd met de tekst:
Gedoneerd aan de Surinaamse samenleving ter nagedachtenis van alle burgers die door Covid zijn getroffen.
Het initiatief is tot stand gekomen d.m.v. donaties uit de samenleving.
Onthuld op woensdag 3 april 2024 door de bestuursleden van de Stichting voor Covid Slachtoffers.— Vervaardigd door kunstenaar: Rahied Abdoel
De plaquette werd begin 2025 gestolen en twee maanden later vervangen voor een nieuwe.